# Biskupi Lezhy
Biskupi Lezhy

## Biskupi ordynariusze
- 1797–brak danych – bp Nicolas Malci
- 1826–brak danych – bp Gabriele Barissich Bosniese, O.F.M.
- 1842–1853 – bp Giovanni Topich, O.F.M.
- 1853–1858 – bp Luigi Ciurcia, O.F.M.
- 1858–1870 – bp Paolo Dodmassei
- 1870–1908 – bp Franciszek Malczyński
- 1908–1911 – wakat
- 1911–1943 – bp Luigj Bumçi
- 1946–1948 – bp Frano Gjini
- 1948–2005 – wakat
- od 2005 r. – bp Ottavio Vitale, R.C.J.

## Biskupi pomocniczy
- 1858–1858 - bp Paolo Dodmassei